# Зачинщики (фильм, 2016)
«Зачинщики» (англ. Masterminds) — американская кинокомедия с элементами боевика 2016 года режиссёра Джареда Хесса. Сценарий основан на реальных событиях, произошедших в 1997 году в Северной Каролине, когда вечером 4 октября из банковского хранилища «Лумис-Фарго» было украдено 17,3 миллиона долларами наличными (хотя в фильме сказано, что это было крупнейшая денежная кража в истории США, в реальности же за полгода до этого, в марте 1997 года, из того же «Лумис-Фарго» было украдено 18,8 миллионов долларов).
Главные роли исполнили Зак Галифианакис и Кристен Уиг, во второстепенном актёрском составе представлены Оуэн Уилсон, Кейт Маккиннон, Лесли Джонс и Джейсон Судейкис.
Премьера киноленты была запланирована на 19 августа 2015 года, но в июле была перенесена на 9 октября. В итоге из-за финансовых проблем компании Relativity Media фильм вышел только спустя год, 30 сентября 2016 года. 26 сентября 2016 года состоялся предварительный показ фильма в Лос-Анджелесе в Китайском театре TCL. В России фильм вышел в кинопрокат 29 сентября 2016 года.

## Сюжет
Дэвид — водитель инкассаторской машины. Его бывшая коллега Келли, к которой он неравнодушен, по наущению своих нечистых на руку дружков уговаривает простодушного Дэвида ограбить хранилище с деньгами и забрать 17 миллионов долларов. Но по неопытности преступники-дебютанты оставляют на месте преступления много следов и улик.

## В ролях
| Актёр                | Роль                        |
| -------------------- | --------------------------- |
| Зак Галифианакис     | Дэвид Скотт Гент            |
| Кристен Уиг          | Келли Кэмпбелл              |
| Оуэн Уилсон          | Стивен Юджин Чемберс (Стив) |
| Джейсон Судейкис     | Майкл Аарон Маккини         |
| Кейт Маккиннон       | Джандис                     |
| Лесли Джонс          | агент ФБР Скэнлон           |
| Мэри Элизабет Эллис  | Мишель Чемберс              |
| Росс Кимбелл         | Эрик Пэйн                   |
| Кен Марино           | Даг Джефкот                 |
| Девин Рэтрей         | Ранни                       |
| Джон Дэйли           | детектив Плив               |
| Рода Гриффис         | агент по недвижимости       |
| Карстен Фриске       | Корт Чемберс                |
| Нджема Уильямс       | Ти                          |
| Джилл Джейн Клементс | Берилл                      |
| Даниэль Сакапа       | Кинтеро                     |

## Производство
В основу сюжета положена реальная история ограбления банка «Лумис Фарго» в Северной Каролине в 1997 году, когда было украдено 17,3 миллионов долларов. Именно поэтому фильм завершают архивные кадры журналиста Тома Брокау с места того самого ограбления.
За разработку кинокартины первоначально взялась компания Paramount Pictures, однако позже права были переданы студии Relativity Media. Во время создания проект имел рабочее название Untitled Armored Car. По разным данным бюджет фильма составил от 25 до 52 млн долларов.
1 февраля 2013 года на главную роль был приглашён Джим Керри. 10 июня 2013 года к фильму присоединился Оуэн Уилсон. 3 декабря 2013 года Керри вышел из проекта, и на его место был назначен Зак Галифианакис. 16 мая 2014 года к актёрскому составу присоединилась Кристен Уиг, а 25 июня 2014 года — Джейсон Судейкис. 30 июня 2014 года в фильм вошли Кен Марино, Кейт Маккиннон, Девин Ратрай, Лесли Джонс, Мэри Элизабет Эллис и Росс Кимбелл. 10 июля 2014 года Джон Дейли был добавлен в актёрский ансамбль, чтобы сыграть агента ФБР.
Основные съёмки стартовали 7 июля 2014 года в Хазелвуде, штат Северная Каролина, и Ашвилле. 29 июля во время съёмочного процесса Галифианакис был замечен на улицах города Ашвилл в костюме заключённого. Для съёмок центр BB&T был преобразован в Park Street Citizens Bank, за пределами входа которого был припаркован бордовый грузовик «Лумис Фарго». Команда также отсняла некоторые сцены фильма на ступеньках здания Верховного суда округа Банкомб, в тюрьме этого же округа и у входа Средиземноморского ресторана.

## Приём

### Сборы
Фильм собрал 17,4 млн долларов в Северной Америке и 13,5 млн долларов в других странах. Общие сборы составили 30,9 млн долларов.
В США «Зачинщики» вышел вместе с «Домом странных детей мисс Перегрин» и «Глубоководным горизонтом», и, согласно прогнозам, должен был собрать 10 млн долларов из 3 042 кинотеатров за первый уик-энд. Но фильм "Зачинщики" в первый день собрал всего лишь 2,3 млн долларов, а за выходные — 6,5 млн долларов, заняв шестое место в прокате.
Сборы в России составили 34,1 млн рублей, в странах СНГ — 37,8 млн рублей.

### Критика
Фильм получил смешанно-негативные отзывы кинокритиков. На сайте Rotten Tomatoes его рейтинг составляет 33 % на основе 85 рецензий со среднией оценкой 4,6/10. На Metacritic фильм получил 47 баллов из 100 на основе 29 отзывов. Аудитория, опрошенная сайтом CinemaScore, дала фильму оценку B- по шкале от A+ до F.
Питер Трэверс из журнала Rolling Stone дал фильму 1,5 звезды из четырёх, в основном раскритиковав его за отсутствие хороших шуток. Мэтт Золлер Сэйтц из RogerEbert.com, напротив, оценил кинокартину тремя из четырёх звёзд, заявив, что «если умные глупые комедии занимают место в вашем сердце, вам понравятся „Зачинщики“», при этом признав слабыми сторонами фильма его длину, структуру и темп. Ричард Броуди из The New Yorker также похвалил фильм, писав, что «комедия смешна — даже когда не смеёшься вслух, она игриво изобретательна и очаровательна».
Сайт KinoTime поставил фильму 4 балла из 10 возможных, отмечая, что они были поставлены лишь за «единичные действительно смешные шутки» и «старательность Джейсона Судейкиса», который сумел передать харизму своего персонажа. Отрицательно в рецензии были оценены «кривляния главных героев» и юмор, «не поднимающийся выше плинтуса». Кинокритик сайта «Фильм.ру» Борис Иванов поставил оценку 6 из 10, объясняя это тем, что, несмотря на «глупости и кривляния», «неожиданных, изобретательных и уморительных сцен» практически нет. Также обозреватель отмечает, что «картина держится исключительно на потоке приколов».
Алиса Таёжная, кинообозреватель интернет-издания The Village, дала фильму отрицательный обзор, писав, что «история разваливается на части и не даёт искры, которая так необходима комедии». Критик отмечает, что все актёры хороши по отдельности, но вместе «совершенно не оправдывают претензий на звание главной комедии осени». Андрей Митрофанов, корреспондент газеты «Амурская правда», считает, что «комедия получилась не очень». Свою позицию критик объяснил тем, что ранее самостоятельно писавший к своим фильмам сценарии Хесс в этом случае «остался без бумажной работы», которую «доверили не самым опытным специалистам», да и в трейлеры вошли половина сцен, которые «проносятся перед глазами зрителя в первые 15 минут» киноленты.
Фильм занял десятую позицию в рейтинге «худших фильмов 2016 года» по версии журнала Forbes.

## Награды
| Год  | Премия           | Номинация                                    | Результат |
| ---- | ---------------- | -------------------------------------------- | --------- |
| 2017 | «Золотая малина» | «Худшая актриса второго плана» (Кристен Уиг) | Победа    |
| 2017 | «Золотая малина» | «Худший актер второго плана» (Оуэн Уилсон)   | Номинация |